# Ocyptamus pumilus
Ocyptamus pumilus är en tvåvingeart som först beskrevs av Austen 1893.  Ocyptamus pumilus ingår i släktet Ocyptamus och familjen blomflugor. Inga underarter finns listade i Catalogue of Life.